# Teresa Helena Higginson
Teresa Helena Higginson, née le 27 mai 1844 à Holywell (Flintshire) et morte le 15 février 1905 à Chudleigh (Devon), est une mystique catholique britannique.

## Biographie
Higginson naît en 1844 à Holywell au pays de Galles, où ses parents séjournent lors d'un pèlerinage au sanctuaire Sainte-Winefride, dédié à la sainte martyre galloise,. Son père, Robert Francis Higginson, est catholique d'origine, tandis que sa mère est une convertie. Teresa grandit à Gainsborough au Lincolnshire. Elle est scolarisée dans un couvent à Nottingham, puis elle devient enseignante à Bootle, Wigan et Chudleigh.
Au cours de sa vie, Higginson reçoit des stigmates aux mains et au pieds. Lors de ses prières, elle connaît à plusieurs reprises des périodes d'extase qui durent plusieurs jours. Elle aurait « violemment rejoué » les épisodes du chemin de croix.
Higginson meurt en 1905 à Chudleigh dans le sud-est de l'Angleterre et inhumée à Neston au Cheshire. Elle est déclarée Servante de Dieu.
En 1928 s'ouvre un débat sur sa possible canonisation. Plusieurs lettres rédigées par Higginson sont conservées à l'abbaye Saint-Augustin de Ramsgate (en), ainsi que des copies en la cathédrale métropolitaine du Christ-Roi de Liverpool.

## Source
- (en) Cet article est partiellement ou en totalité issu de l’article de Wikipédia en anglais intitulé « Teresa Helena Higginson » (voir la liste des auteurs).